# Палеозоологія
Палеозоологія, архезоологія (з грец. παλαιόν, palaeon «старий» і ζῷον, зун «тварина») — наука, що вивчає давніх (вимерлих) тварин.
Палеозоологія є розділом палеонтології, палеобіології або зоології, що займається відновленням та ідентифікацією залишків багатоклітинних тварин у геологічному (або навіть археологічному) контекстах і використанням цих скам'янілостей в реконструкції доісторичних середовищ і стародавніх екосистем.
Найвідомішим в Україні палеозоологічним осередком є Палеонтологічний музей імені В. О. Топачевського, що діє у складі Національний науково-природничого музею НАН України.